# Offiziershochschule der Luftstreitkräfte/Luftverteidigung für Militärflieger „Otto Lilienthal“
Die Offiziershochschule der Luftstreitkräfte/Luftverteidigung für Militärflieger (OHS für Militärflieger) war eine 1986 aus der OHS der LSK/LV „Franz Mehring“ gegründete militärische Hochschule der DDR. Sie trug den Ehrennamen „Otto Lilienthal“ und diente der Ausbildung von Piloten und Navigatoren vornehmlich der Luftstreitkräfte, aber auch anderer Teilstreitkräfte (TSK) der NVA, des Ministeriums des Innern und der Interflug. Die Studierenden trugen die an den Offiziershochschulen der NVA übliche Rangbezeichnung Offiziersschüler (OS).

## Geschichte
Die OHS „Otto Lilienthal“ wurde 1986 gegründet. Bis dahin erfolgte die Ausbildung der Piloten und Navigatoren an der Offiziershochschule der Luftstreitkräfte/Luftverteidigung „Franz Mehring“ (OHS der LSK/LV) in Kamenz. Zusätzlich wurde die Sektion fliegerische Ausbildung in Bautzen bzw. Brandenburg aus der OHS „Franz Mehring“ herausgelöst und der neuen OHS „Otto Lilienthal“ unterstellt.
Die Dislozierung der übrigen Sektionen und der fliegenden Verbände für die Ausbildung der Militärflieger in Bautzen, Brandenburg, Kamenz und Rothenburg blieb unverändert.
Die OHS „Otto Lilienthal“ unterhielt Patenschaftsbeziehungen zur Offiziershochschule der Polnischen Luftstreitkräfte.

## Gliederung und Organisationsstruktur

### Führungsstruktur
Die OHS für Militärflieger hatte folgende Führungsstruktur:
Kommandeur der OHS, mit Sekretariat Leitungsbereich und Sekretär des „Wissenschaftlichen Rates“
- Führungsorgane (Stab)
  - Stellvertreter für Fliegerische Ausbildung (erster Stellv.)
  - Stellvertreter und Stabschef
  - Stellvertreter und Leiter der Politabteilung
  - Stellvertreter und Leiter Fliegeringenieurdienst
  - Stellvertreter und Leiter Rückwärtige Dienste mit direktunterstellter SGVE-15
- Leiter Unterabteilung Kader (A1, Personal)
- Leiter Unterabteilung Finanzökonomie
- Sektionen
  - Sektion 1: Gesellschaftswissenschaftliche Ausbildung
  - Sektion 2: Allgemeine Grundlagenausbildung
  - Sektion 3: FA/Flugzeugführer und Sektion 4: FA/Hubschrauberführer
    - mit Lehrgruppenleiter/Kompaniechefs der Offiziersschüler und Fachlehrer/Zugführer der Offiziersschüler
- Teileinheit der Verwaltung 2000
- Ausbildungseinheiten
  - FAG-15: Rothenburg MiG-21
  - FAG-25: Bautzen L-29/L-39
  - HAG-35: Brandenburg Mi-2/Mi-8
  - TAS-45: Kamenz L-410/An-2/Z-43
- Kurse der Offiziersschüler und Fähnrichschüler in den Verwendungen:
  - Jagdflieger/Jagdbombenflieger, Hubschrauberführer, Militärtransportflieger, Steuermann der Besatzung, Fähnrich/2. Hubschrauberführer

### Hochschulbereich
Der Ausbildung an der OHS für Militärflieger ging in der Regel eine fliegerische Vorbildung in Segel- und Motorflug bei der Gesellschaft für Sport und Technik voraus.
In Anlehnung an die Organisationsformen der Hoch- und Fachschulen erfolgte die Ausbildung in Sektionen mit mehreren verschiedenen Lehrstühlen. Während des Studiums konnten, sofern die erforderlichem Qualifikationen und Prüfungsnachweise erbracht wurden, Klassifikationsabzeichen, Flugzeugführer Stufe III bzw. Steuermann/Flugnavigator Stufe III verliehen werden.
Die Ausbildung zu Offizieren der LSK/LV erfolgte in den Fachbereichen Jagdflieger, Jagdbombenflieger, Hubschrauberführer, Transportflieger und Steuermann/Navigator für fliegende Besatzungen von Transportflugzeugen. Die Bezeichnung Steuermann wurde in Anlehnung an die in den sowjetischen Luftstreitkräften übliche Verwendung Steuermann der Luftstreitkräfte (ru: авиационный штурман, awiazionnyi sturman) genutzt.

## Militärfliegerausbildung
Die nachstehende Übersicht zeigt die Entwicklung der Militärfliegerausbildung in den NVA-Luftstreitkräften von 1952 bis 1990.
| von 1952 bis 1986 \| Datum \| Ausbildung \| Standort \| Luftfahrzeug \| \| ----------------------------------- \| ----------------------------------------------------------------------------------------------------------------------------- \| ----------------------------------------------------------------------------------------------------------------------------- \| ----------------------------------------------------------------------------------------------------------------------------- \| \| 1. Oktober 1952 bis 1. Oktober 1953 \| Lehrgang X \| SYRAN (Sowjetunion) \| Jak-18, Jak-11 \| \| 1952 \| Beginn der Pilotenausbildung in der 1. Fliegerdivision \| Cottbus \| Jak-18, Jak-11 \| \| 1. Januar 1955 \| Fliegerschule der Verwaltung Aeroklubs (Vorläufereinrichtung der „Offiziershochschule der LSK/LV – Franz Mehring“) \| Fliegerschule der Verwaltung Aeroklubs (Vorläufereinrichtung der „Offiziershochschule der LSK/LV – Franz Mehring“) \| Fliegerschule der Verwaltung Aeroklubs (Vorläufereinrichtung der „Offiziershochschule der LSK/LV – Franz Mehring“) \| \| 1. Januar 1955 \| \| Kamenz \| Jak-18U, Jak-18A, Zlín Z-126 \| \| 1953 bis 1954 \| Fluglehrerlehrgänge, Qualifizierung der Flugzeugführer \| Cottbus \| Jak-18, Jak-11, 1953 kurzzeitig MiG-15 \| \| 8. September 1956 \| Fliegerschule der LSK in Kamenz ab 1957 in Bautzen \| Fliegerschule der LSK in Kamenz ab 1957 in Bautzen \| Fliegerschule der LSK in Kamenz ab 1957 in Bautzen \| \| 8. September 1956 \| FAG-1 (Fliegerausbildungsgeschwader 1) \| Kamenz \| Jak-18 \| \| 8. September 1956 \| FAG-2 \| Bautzen \| MiG-15 \| \| 8. September 1956 \| FAG-3 \| Brandenburg/Briest \| Jak-18, Jak-11, An-2 \| \| 8. September 1956 \| FAG-4 \| Dessau \| IL-14, SM-1, Mi-4, An-2 \| \| 1. Dezember 1961 \| Jagdfliegerschule in Bautzen (Vorläufereinrichtung der „Offiziershochschule der LSK/LV für Militärflieger – Otto Lilienthal“) \| Jagdfliegerschule in Bautzen (Vorläufereinrichtung der „Offiziershochschule der LSK/LV für Militärflieger – Otto Lilienthal“) \| Jagdfliegerschule in Bautzen (Vorläufereinrichtung der „Offiziershochschule der LSK/LV für Militärflieger – Otto Lilienthal“) \| \| 1. Dezember 1961 \| JAG-10 (Jagdfliegerausbildungsgeschwader 10) \| Kamenz \| Jak-18 \| \| 1. Dezember 1961 \| JAG-11 \| Bautzen \| MiG-15 \| \| 1. Dezember 1961 \| JAG-15 (ehem. FAG-3) \| Rothenburg (Jan. 1961) \| MiG-17F, MiG-15 \| \| 1. Dezember 1961 \| FAG-4 \| Dessau \| wurde 1962 aufgelöst \| \| 2. Dezember 1963 \| Offiziersschule der LSK/LV in Kamenz \| Offiziersschule der LSK/LV in Kamenz \| Offiziersschule der LSK/LV in Kamenz \| \| 2. Dezember 1963 \| JAG-10 \| Kamenz \| An-2 \| \| 2. Dezember 1963 \| JAG-11 \| Bautzen \| ab 1964 L-29 \| \| 2. Dezember 1963 \| JAG-15 \| Rothenburg \| MiG-15, MiG-17 \| \| 1. September 1965 \| Offiziersschule der LSK/LV – Franz Mehring in Kamenz – Militäringenieurschule – \| Offiziersschule der LSK/LV – Franz Mehring in Kamenz – Militäringenieurschule – \| Offiziersschule der LSK/LV – Franz Mehring in Kamenz – Militäringenieurschule – \| \| 1. September 1965 \| FAS (Fliegerausbildungsstaffel) \| Kamenz \| An-2 \| \| 1. September 1965 \| JAG-11 \| Bautzen \| L-29, ab 1977 L-39 \| \| 1. September 1965 \| JAG-15 \| Rothenburg \| MiG-21U, MiG-21F-13 \| \| 23. Februar 1971 \| Offiziershochschule (OHS) der LSK/LV – Franz Mehring in Kamenz – Hochschulstudium – \| Offiziershochschule (OHS) der LSK/LV – Franz Mehring in Kamenz – Hochschulstudium – \| Offiziershochschule (OHS) der LSK/LV – Franz Mehring in Kamenz – Hochschulstudium – \| \| 23. Februar 1971 \| JAG-15 \| Rothenburg \| MiG-21U, MiG-21 F-13, ab 1978 MiG-21SPS \| \| 23. Februar 1971 \| JAG-25 \| Bautzen \| L-29, ab 1977 L-39 \| \| ab 5. November 1972 \| TAS-45 (Transportfliegerausbildungsstaffel 45) \| Kamenz \| An-2 \| \| ab Dezember 1981 \| HAS-35 (Hubschrauberausbildungsstaffel 35) \| Brandenburg \| Mi-2; Mi-8 \| \| 2. April 1982 \| OHS der LSK/LV – Franz Mehring in Kamenz – mit Diplomrecht – \| OHS der LSK/LV – Franz Mehring in Kamenz – mit Diplomrecht – \| OHS der LSK/LV – Franz Mehring in Kamenz – mit Diplomrecht – \| \| ab 1. Dezember 1983 \| FAG-25 \| Bautzen \| L-39 \| \| \| FAG-15 \| Rothenburg \| MiG-21SPS, -U/US \| \| \| HAG-35 (Hubschrauberausbildungsgeschwader 35) \| Brandenburg \| Mi-2, Mi-8 \| \| ab 24. November 1986 \| TAS-45 \| Kamenz \| L-410, An-2 \| \| 1. Dezember 1986 \| OHS der LSK/LV für Militärflieger – Otto Lilienthal in Bautzen \| OHS der LSK/LV für Militärflieger – Otto Lilienthal in Bautzen \| OHS der LSK/LV für Militärflieger – Otto Lilienthal in Bautzen \| \| 1. Dezember 1986 \| FAG-25 \| Bautzen \| L-39 \| \| 1. Dezember 1986 \| FAG-15 \| Rothenburg \| MiG-21SPS, -U/US \| \| 1. Dezember 1986 \| HAG-35 \| Brandenburg \| Mi-2, Mi-8 \| \| 1. Dezember 1986 \| TAS-45 \| Kamenz \| L-410, An-2 \| | | | |
| Datum | Ausbildung | Standort | Luftfahrzeug |
| 1. Oktober 1952 bis 1. Oktober 1953 | Lehrgang X | SYRAN (Sowjetunion) | Jak-18, Jak-11 |
| 1952 | Beginn der Pilotenausbildung in der 1. Fliegerdivision                                                                        | Cottbus | Jak-18, Jak-11 |
| 1. Januar 1955 | Fliegerschule der Verwaltung Aeroklubs (Vorläufereinrichtung der „Offiziershochschule der LSK/LV – Franz Mehring“)            | Fliegerschule der Verwaltung Aeroklubs (Vorläufereinrichtung der „Offiziershochschule der LSK/LV – Franz Mehring“)            | Fliegerschule der Verwaltung Aeroklubs (Vorläufereinrichtung der „Offiziershochschule der LSK/LV – Franz Mehring“)            |
| 1. Januar 1955 | | Kamenz | Jak-18U, Jak-18A, Zlín Z-126                                                                                                  |
| 1953 bis 1954 | Fluglehrerlehrgänge, Qualifizierung der Flugzeugführer                                                                        | Cottbus | Jak-18, Jak-11, 1953 kurzzeitig MiG-15                                                                                        |
| 8. September 1956 | Fliegerschule der LSK in Kamenz ab 1957 in Bautzen                                                                            | Fliegerschule der LSK in Kamenz ab 1957 in Bautzen                                                                            | Fliegerschule der LSK in Kamenz ab 1957 in Bautzen                                                                            |
| 8. September 1956 | FAG-1 (Fliegerausbildungsgeschwader 1)                                                                                        | Kamenz | Jak-18 |
| 8. September 1956 | FAG-2 | Bautzen | MiG-15 |
| 8. September 1956 | FAG-3 | Brandenburg/Briest | Jak-18, Jak-11, An-2 |
| 8. September 1956 | FAG-4 | Dessau | IL-14, SM-1, Mi-4, An-2 |
| 1. Dezember 1961 | Jagdfliegerschule in Bautzen (Vorläufereinrichtung der „Offiziershochschule der LSK/LV für Militärflieger – Otto Lilienthal“) | Jagdfliegerschule in Bautzen (Vorläufereinrichtung der „Offiziershochschule der LSK/LV für Militärflieger – Otto Lilienthal“) | Jagdfliegerschule in Bautzen (Vorläufereinrichtung der „Offiziershochschule der LSK/LV für Militärflieger – Otto Lilienthal“) |
| 1. Dezember 1961 | JAG-10 (Jagdfliegerausbildungsgeschwader 10)                                                                                  | Kamenz | Jak-18 |
| 1. Dezember 1961 | JAG-11 | Bautzen | MiG-15 |
| 1. Dezember 1961 | JAG-15 (ehem. FAG-3) | Rothenburg (Jan. 1961) | MiG-17F, MiG-15 |
| 1. Dezember 1961 | FAG-4 | Dessau | wurde 1962 aufgelöst |
| 2. Dezember 1963 | Offiziersschule der LSK/LV in Kamenz                                                                                          | Offiziersschule der LSK/LV in Kamenz                                                                                          | Offiziersschule der LSK/LV in Kamenz                                                                                          |
| 2. Dezember 1963 | JAG-10 | Kamenz | An-2 |
| 2. Dezember 1963 | JAG-11 | Bautzen | ab 1964 L-29 |
| 2. Dezember 1963 | JAG-15 | Rothenburg | MiG-15, MiG-17 |
| 1. September 1965 | Offiziersschule der LSK/LV – Franz Mehring in Kamenz – Militäringenieurschule –                                               | Offiziersschule der LSK/LV – Franz Mehring in Kamenz – Militäringenieurschule –                                               | Offiziersschule der LSK/LV – Franz Mehring in Kamenz – Militäringenieurschule –                                               |
| 1. September 1965 | FAS (Fliegerausbildungsstaffel)                                                                                               | Kamenz | An-2 |
| 1. September 1965 | JAG-11 | Bautzen | L-29, ab 1977 L-39 |
| 1. September 1965 | JAG-15 | Rothenburg | MiG-21U, MiG-21F-13 |
| 23. Februar 1971 | Offiziershochschule (OHS) der LSK/LV – Franz Mehring in Kamenz – Hochschulstudium –                                           | Offiziershochschule (OHS) der LSK/LV – Franz Mehring in Kamenz – Hochschulstudium –                                           | Offiziershochschule (OHS) der LSK/LV – Franz Mehring in Kamenz – Hochschulstudium –                                           |
| 23. Februar 1971 | JAG-15 | Rothenburg | MiG-21U, MiG-21 F-13, ab 1978 MiG-21SPS                                                                                       |
| 23. Februar 1971 | JAG-25 | Bautzen | L-29, ab 1977 L-39 |
| ab 5. November 1972 | TAS-45 (Transportfliegerausbildungsstaffel 45)                                                                                | Kamenz | An-2 |
| ab Dezember 1981 | HAS-35 (Hubschrauberausbildungsstaffel 35)                                                                                    | Brandenburg | Mi-2; Mi-8 |
| 2. April 1982 | OHS der LSK/LV – Franz Mehring in Kamenz – mit Diplomrecht –                                                                  | OHS der LSK/LV – Franz Mehring in Kamenz – mit Diplomrecht –                                                                  | OHS der LSK/LV – Franz Mehring in Kamenz – mit Diplomrecht –                                                                  |
| ab 1. Dezember 1983 | FAG-25 | Bautzen | L-39 |
| | FAG-15 | Rothenburg | MiG-21SPS, -U/US |
| | HAG-35 (Hubschrauberausbildungsgeschwader 35)                                                                                 | Brandenburg | Mi-2, Mi-8 |
| ab 24. November 1986 | TAS-45 | Kamenz | L-410, An-2 |
| 1. Dezember 1986 | OHS der LSK/LV für Militärflieger – Otto Lilienthal in Bautzen                                                                | OHS der LSK/LV für Militärflieger – Otto Lilienthal in Bautzen                                                                | OHS der LSK/LV für Militärflieger – Otto Lilienthal in Bautzen                                                                |
| 1. Dezember 1986 | FAG-25 | Bautzen | L-39 |
| 1. Dezember 1986 | FAG-15 | Rothenburg | MiG-21SPS, -U/US |
| 1. Dezember 1986 | HAG-35 | Brandenburg | Mi-2, Mi-8 |
| 1. Dezember 1986 | TAS-45 | Kamenz | L-410, An-2 |

### Rangabzeichen Fluganzug
Offiziersschüler in der Flugausbildung trugen am Fluganzug die NVA üblichen Rangabzeichen in Form eines Aufnähers am linken Oberarm bzw. an der linken Brustseite.

Beispiele Rangabzeichen
4. Studienjahr
3. Studienjahr
2. Studienjahr
1. Studienjahr

### Jagdflieger und Jagdbombenflieger
Die Pilotenausbildung Jagdflieger und Jagdbombenflieger erfolgte im ersten und zweiten Studienjahr im Fliegerausbildungsgeschwader 25 (FAG-25) am Flugplatz Bautzen, wobei Flugzeuge vom Typ L-39ZO zum Einsatz kamen.
Im dritten und vierten Studienjahr wurde die Pilotenausbildung im Fliegerausbildungsgeschwader 15 (FAG-15) am Flugplatz Rothenburg/Görlitz auf Maschinen des Typs MiG-21 fortgesetzt.
Gegebenenfalls konnten Studenten im vierten Studienjahr zur Ausbildung auf Maschinen der Typen Su-22 oder MiG-23 an eine Offiziershochschule der damaligen UdSSR kommandiert werden.

### Hubschrauberpiloten
Die Flugausbildung der Hubschrauberpiloten erfolgte im ersten und zweiten Studienjahr im Hubschrauberausbildungsgeschwader 35 (HAG-35) am Flugplatz Brandenburg-Briest auf Mi-2-Hubschraubern. Im dritten und vierten Studienjahr kamen hier Hubschrauber vom Typ Mi-8 zum Einsatz.
Im HAG-35 wurden auch Fähnriche zum zweiten Hubschrauberpiloten/Operateure ausgebildet.

### Transportflieger
Die gesamte Pilotenausbildung für Transportflieger erfolgte in der Transportfliegerausbildungsstaffel 45 (TAS-45) am Flugplatz Kamenz. In den ersten beiden Studienjahren wurde auf Flugzeugen des Typs An-2 geschult und im dritten und vierten Studienjahr wurden Maschinen des Typs L-410 UVP verwendet.

### Navigatorausbildung
Die Ausbildung zum Steuermann/Navigationsoffizier wurde auf speziell ausgerüsteten An-2 und L-410 UVP Fliegern der TAS-45 durchgängig in Kamenz bis zum dritten Studienjahr durchgeführt. Die Ausbildung im vierten Studienjahr erfolgte anschließend in der Transportfliegerstaffel 24, unter Verwendung von Transportflugzeugen An-26 am Flughafen Dresden.

## Kommandeure
| Dienstgrad, Name                  | Dienstzeit | Bemerkung                              |
| --------------------------------- | ---------- | -------------------------------------- |
| Oberst Dr. Wolfgang Thonke        | 1986–1989  | später Generalmajor im Kommando LSK/LV |
| Oberst Dipl.-Mil. Rainer Langener | 1989–1990  |                                        |

## Auflösung
Mit der Außerdienststellung der NVA im Jahre 1990 wurde die Offiziershochschule nach nur vier Jahren ihres Bestandes wieder aufgelöst. Rechtsnachfolger wurden das Bundeswehrkommando Ost und die 5. Luftwaffendivision.